# Al Herman
Al Herman (n. 15 martie 1927, Pennsylvania, SUA – d. 18 iunie 1960, West Haven⁠(d), Connecticut, SUA) a fost un pilot de Formula 1. De-a lungul carierei a luat startul în 5 curse, niciuna din pole-position. Nu a câștigat nicio cursă și nu a terminat niciodată pe podium, acumulând 0 puncte în întreaga activitate ca pilot de Formula 1.